# Mauroux (Gers)
Mauroux é uma comuna francesa na região administrativa de Occitânia, no departamento de Gers. Estende-se por uma área de 9,96 km². Em 2010 a comuna tinha 143 habitantes (densidade: 14,4 hab./km²).